# Prentice (hrabstwo Price)
Prentice – wieś w Stanach Zjednoczonych, w stanie Wisconsin, w hrabstwie Price.